# Glafira (mãe de Arquelau da Capadócia)
Glafira foi a mãe de Arquelau da Capadócia. Algumas fontes antigas a chamam de hetera, e ela possivelmente foi amante de Marco Antônio.
Glafira era uma mulher muito bela, ou uma hetera, que encantou Marco Antônio e fez ele decidir a sucessão da Capadócia para seu filho em detrimento de Ariarates IX, em 41 a.C. ou 36 a.C.. Segundo Apiano, seu filho se chamava Sisina, e segundo Dião Cássio, Arquelau; alguns historiadores consideram que Sisina e Arquelau eram a mesma pessoa, porém outros consideram que eles eram irmãos, Sisina, o mais velho, havendo sucedido Ariarates, porém sendo, depois, expulso por Ariarates, que foi sucedido por Arquelau  em 36 a.C.
Arquelau da Capadócia, seu filho, era descendente de Arquelau, que foi general de Mitrídates VI do Ponto. Possivelmente Arquelau, o general de Mitrídates que desertou para o lado romano, foi o pai de Arquelau, que recebeu de Pompeu o título de sumo sacerdote de Belona, em Comana, na Capadócia, e tentou se tornar faraó do Egito, ao se casar com Berenice, rainha do Egito. Arquelau foi sucedido como sumo sacerdote por seu filho, também chamado Arquelau, o marido de Glafira.
O caso entre Marco Antônio e Glafira teria indignado Fúlvia, esposa de Marco Antônio, que tentou, por vingança, se tornar amante de Otávio; Otávio, porém, não cedeu às ameaças de Fúlvia.